# Stadskonduktør
Stadskonduktør er titlen på den embedsmand, der holder styr på byens matrikler med mål på disse. Titlen bruges i Danmark kun i København.
Den første stadskonduktør blev udnævnt i 1690, og fra begyndelsen hørte det også til embedet at etablere grundlaget for ejendoms- og grundskat. Denne skattemæssige opgave blev fjernet fra stadskonduktøren i 1905. Fra 1940 blev embedet udvidet til et direktorat, stadskonduktørens direktorat, og i 1978 blev institutionens officielle navn stadskonduktørembedet.